# Tapinocyba corsica
Tapinocyba corsica là một loài nhện trong họ Linyphiidae.
Loài này thuộc chi Tapinocyba. Tapinocyba corsica được Eugène Simon miêu tả năm 1884.